# Ludwika Jędrzejewicz

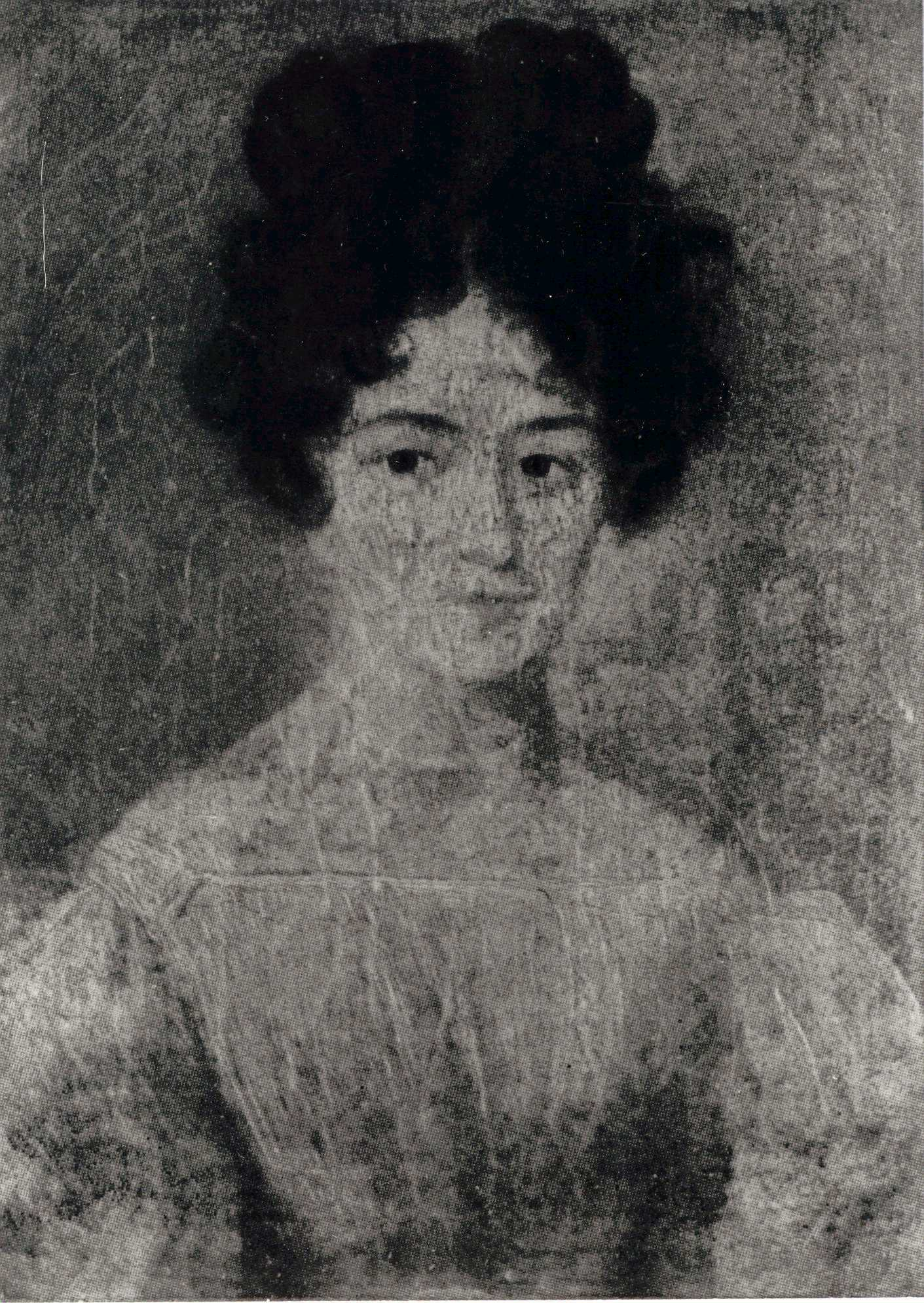
Ludwika Jędrzejewicz, geb. Chopin

Ludwika Marianna Jędrzejewicz, geb. Chopin (* 6. April 1807 in Warschau; † 29. Oktober 1855 ebenda), war eine polnische Komponistin und Schriftstellerin.
Ludwika Jędrzejewicz wurde als Tochter des Sprachlehrers Nicolas Chopin in Warschau geboren. Sie war die ältere Schwester Frédéric Chopins, dem sie Lesen und das Klavierspiel beibrachte. Ebenso wie ihr Bruder nahm sie bei Vojtěch Živný Unterricht. Schon früh zeigte sie künstlerisches Talent; in einem Brief an Jan Białobłocki von 1825 äußerte sich Frédéric begeistert über eine von ihr komponierte Mazurka. Während Jędrzejewicz'
Kompositionen nicht erhalten sind, ist von ihrem literarischen Schaffen mehr bekannt. Wahrscheinlich gemeinsam mit ihrer Schwester Emilia schrieb sie den Kinderroman Ludwik i Emilka sowie mit ihrer Schwester Isabella ein zweibändiges Buch für Handwerker. Daneben veröffentlichte sie kleinere Beiträge in der Warschauer Presse.
Nachdem ihr Bruder 1830 nach Paris ausgewandert war, führte sie mit ihm eine ausführliche Korrespondenz. Zweimal besuchte sie ihn in Paris: zunächst 1844 nach dem Tod ihres Vaters, dann im August 1849, als sich Frédérics Gesundheitszustand stark verschlechterte. Nach dessen Tod am 17. Oktober blieb sie bis Dezember in Paris und nahm Chopins Herz und andere persönliche Gegenstände mit nach Warschau.
Ludwika Jędrzejewicz war mit dem Anwalt Józef Jędrzejewicz verheiratet. Nach dem zweiten Parisaufenthalt verschlechterte sich die Beziehung zu ihrem Ehemann, der ihr vorhielt, ihre Familienangelegenheiten allem voranzustellen.
Jędrzejewicz starb 1855 während einer Pestepidemie in Warschau.